# Primož Čerin
Primož Čerin (nascido em 31 de maio de 1962) é um ex-ciclista profissional iugoslavo. Participou em duas edições do Tour de France, uma do Giro d'Italia e duas da Volta a Espanha. Também competiu nos Jogos Olímpicos de Verão de 1984.